# Вебстерский университет
Вебстерский университет (англ. Webster University) — частный университет, основанный в 1915 году в городе Сент-Луис, штат Миссури, США. Расположен в Вебстер-Гроувс, штат Миссури. Международные кампусы университета открыты в Азии (в Ташкенте, Таиланде и Шанхае) и в Европе (в Тбилиси , Лейдене, Вене и Женеве). Студенты могут учиться в международном кампусе в течение одного и более семестров.
Венское отделение было основано в 1981 году. В венском Вебстерском университете учатся около 500 студентов из 60 стран, из которых 350 студентов и 150 аспирантов, работают свыше ста преподавателей из 20 стран.

## Программы обучения
Вебстерский университет в Вене является независимым некоммерческим высшим учебным заведением. Обучение ведется на английском языке. Выпускники получают степень бакалавра или магистра гуманитарных наук в сфере:
- социологии
- бизнеса
- менеджмента
- информационных технологий
- средств связи